# Криволучье-Ивановка
Криволучье-Ивановка — село в Красноармейском районе Самарской области России. Административный центр сельского поселения Криволучье-Ивановка.

## История
Известно курганной группой 5-го тыс. до н.э., где были обнаружены захоронения вождей хвалынской культуры, которая ассоциируется с древнейшими праиндоевропейцами.
Село Криволучье-Ивановка известна с 1762 года. Основателями села были украинские солеводы и немецкие колонисты, а также возвращавшиеся из-за границы раскольники (старообрядцы). Второй поток переселенцев на территории нынешнего поселения был связан с государственными реформами 1797 года, когда проведя учёт свободного земельного фонда, государство начало активно осуществлять политику переселения казённых крестьян.

## География
Село находится в южной части Самарской области, в пределах низкого Сыртового Заволжья, в степной зоне, на берегах реки Чагры, на расстоянии примерно 32 километров (по прямой) к западу от села Красноармейского, административного центра района. Абсолютная высота — 72 метра над уровнем моря.
Климат
Климат характеризуется как континентальный, засушливый, с жарким летом и холодной малоснежной зимой. Среднегодовая температура воздуха — 4,7 °С. Средняя температура воздуха самого тёплого месяца (июля) — 21,6 °C (абсолютный максимум — 41 °C); самого холодного (января) — −12,7 °C (абсолютный минимум — −46 °C). Среднегодовое количество атмосферных осадков составляет 420 мм, из которых 277 мм выпадает в период с апреля по октябрь. Снежный покров держится в течение 136 дней.
Часовой пояс
Село Криволучье-Ивановка, как и вся Самарская область, находится в часовой зоне МСК+1. Смещение применяемого времени относительно UTC составляет +4:00.

## Население
| 2010 |
| ---- |
| 509  |

Половой состав
По данным Всероссийской переписи населения 2010 года в гендерной структуре населения мужчины составляли 48,1 %, женщины — соответственно 51,9 %.
Национальный состав
Согласно результатам переписи 2002 года, в национальной структуре населения русские составляли 71 % из 527 чел.